# ATP Nizza 1977
L'ATP Nizza 1977 è stato un torneo di tennis giocato sulla terra rossa. È stata la 6ª edizione del torneo, che fa parte del Colgate-Palmolive Grand Prix 1977. Si è giocato a Nizza in Francia dal 28 marzo al 3 aprile 1977.

## Campioni

### Singolare maschile
Björn Borg ha battuto in finale  Guillermo Vilas con il punteggio di 6–4, 1–6, 6–2, 6–0

### Doppio maschile
Ion Țiriac /  Guillermo Vilas hanno battuto in finale  Chris Kachel /  Chris Lewis con il punteggio di 6–4, 6–1